# Skumbetong
Skumbetong är ett lätt, poröst, isolerande och ekonomiskt fyllnadsmaterial. Skumbetongen har många användningsområden som till exempel lättutfyllnad vid vägbyggnation, utfyllnad kring rör eller isolering av vindsbjälklag. Trots sin låga vikt har skumbetongen förhållandevis god lastfördelande förmåga.
Tillverkningen av skumbetong kan ske på olika sätt, ett alternativ är att mekaniskt blanda ner skummet direkt efter att sand, cement och vatten blandats och därefter pumpa skumbetongen i formen. Ju tidigare skumbetongen kommer till formen desto bättre blir kvalitén. 